# جرم (فیلم ۱۹۹۰)
جرم (به هندی: Jurm) و (به انگلیسی: Crime) فیلمی هندی محصول سال ۱۹۹۰ و به کارگردانی ماهش بات است. در این فیلم بازیگرانی همچون وینود کانا، میناکشی سشادری، سانجیتا بجلانی، شافی اینامدار و شارات ساکسنا ایفای نقش کرده‌اند. 